# Flora Finch

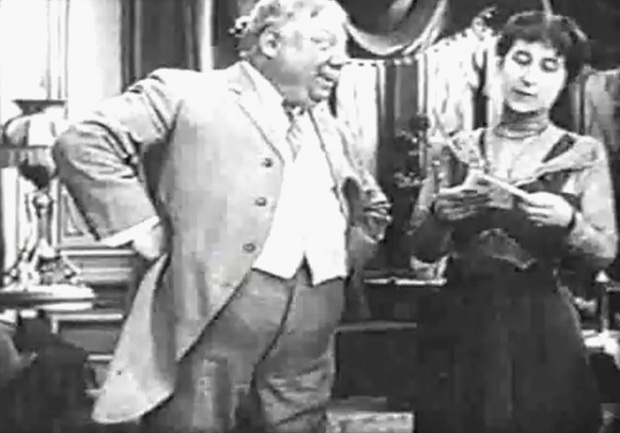
Flora Finch i John Bunny en un fotograma de la pel·lícula "A Cure For Pokeritis" (1912)

Flora Finch (Londres, 17 de juny de 1869 – Los Angeles, 4 de gener de 1940) va ser una actriu de teatre, vodevil i cinema que va fer més de 300 pel·lícules mudes, coneguda sobretot per aquelles que va realitzar conjuntament amb John Bunny, conegudes popularment com a “Bunnyfinches”.

## Biografia
Flora Brooks (en el cinema Flora Finch) va néixer el 1869 en el sí d'una família lligada al teatre a Londres. De jove va seguir les passes dels seus pares i va actuar dins de la companyia de Ben Greet fent teatre elizabethià i posteriorment en vodevíls. Amb els seus pares va emigrar als Estats i en el món del teatre i el vodevil fins a la seva trentena. Es va iniciar com a actriu cinematogràfica el 1908 dins de la American Mutoscope and Biograph Company. El 1910 va passar a la Vitagraph on va fer parella artística fins al 1915 amb John Bunny. La parella, ell molt gras i ella molt prima va ser molt popular a l'època tot i que fora de la pantalla s'odiaven cordialment. Van arribar a actuar en més de 150 curtmetratges còmics que foren coneguts com a "Bunnygraphs" o "Bunnyfinches".
En morir John Bunny el 1915 va continuar actuant en comèdies curtes però amb menys èxit. A finals del 1916 va endegar la seva pròpia productora amb la que va estrenar una pel·lícula però no va aconseguir recuperar la seva popularitat. Amb l'arribada del sonor, va continuar treballant però en papers menors. Entre les pel·lícules d'aquesta època es poden esmentar “The Scarlet Letter” (1934) amb Colleen Moore, “Way Out West” (1937) amb Laurel i Hardy o la darrera pel·lícula en que va participar, “The Women” (1939) amb Joan Crawford dirigida per George Cukor. Des del 1934 esta en la nòmina de la MGM i encara estava en actiu quan va morir al Good Samaritan Hospital de Los Angeles d'una septicèmia per estreptococ després d'un tall accidental al braç.

## Filmografia seleccionada
- The Helping Hand (1908)
- Mrs. Jones Entertains (1909)
- Mr. Jones Has a Card Party (1909)
- Those Awful Hats (1909)
- A Wreath in Time (1909)
- His Wife's Mother (1909)
- All on Account of the Milk (1910)
- Her Crowning Glory (1911)
- The New Stenographer (1911)
- Her Hero (1911)
- In the Clutches of a Vapor Bath (1911)
- Selecting His Heiress (1911)
- A Cure for Pokeritis (1912)
- The First Violin (1912)
- A Vitagraph Romance (1912)
- Bunny as a Reporter (1913)
- Hearts and Diamonds (1914)
- Prudence the Pirate (1916)
- The Great Adventure (1918)
- Orphans of the Storm (1921)
- When Knighthood Was in Flower (1922)
- Monsieur Beaucaire (1924)
- Roulette (1924)
- The Midnight Girl (1925)
- Men and Women (1925)
- His Buddy's Wife (1925)
- The Adventurous Sex (1925)
- The Early Bird (1925)
- The Live Wire (1925)
- A Kiss for Cinderella (1925)
- Fifth Avenue (1926)
- The Brown Derby (1926)
- Captain Salvation (1927)
- The Cat and the Canary (1927)
- Rose of the Golden West (1927)
- Quality Street (1927)
- Five and Ten Cent Annie (1928)
- The Haunted House (1928)
- The Faker (1929)
- Come Across (1929)
- Sweet Kitty Bellairs (1930)
- I Take This Woman (1931)
- The Scarlet Letter (1934)
- Way Out West (1937)
- The Women (1939)